# Oxalis fontana
Oxalis fontana är en harsyreväxtart. Oxalis fontana ingår i släktet oxalisar, och familjen harsyreväxter.

## Underarter
Arten delas in i följande underarter:
- O. f. fontana
- O. f. villicaulis